# Composite Indicators Markup Language
Composite Indicators Markup Language (CIML) – standard bazujący na języku formalnym XML, opracowany podczas realizacji projektu badawczego N N509 559240 dla Narodowego Centrum Nauki w Krakowie. Standard ten pozwala na definiowanie modeli obliczania syntetycznych wskaźników oraz na współdzielenie tych modeli pomiędzy aplikacjami zgodnymi ze standardem CIML.
CIML umożliwia definiowanie modeli konstruowania syntetycznych wskaźników niezależnie od specyficznych rozwiązań poszczególnych producentów oprogramowania. Zastosowanie standardu CIML pozwala na utworzenie modelu obliczania syntetycznych wskaźników w ramach jednej aplikacji, a następnie wykonanie obliczeń, analizę wyników i wizualizację w innej aplikacji.
W ramach CIML zastosowano intuicyjną strukturę budowania modeli syntetycznych wskaźników opisaną w OECD/EC JRC, 2008: Handbook on Constructing Composite Indicators. Methodology and User Guide. Struktura ta została rozszerzona, między innymi o możliwość wymiany informacji między systemami dotyczącymi zaimplementowanych operatorów.
Ponieważ standard CIML jest zgodny ze standardem XML, jego specyfikacja bazuje na XML Schema.